# Stanisław Wojtuń
Stanisław Wojtuń (ur. 27 marca 1961 w Bieczu, zm. 30 grudnia 2020) – polski lekarz gastroenterolog, oficer Wojska Polskiego.

## Życiorys
Urodził się 27 marca 1961 r. w Bieczu. Absolwent Wydziału Lekarskiego Wojskowej Akademii Medycznej w Łodzi (1986 r.). Po studiach pracował w przychodni Akademii Obrony Narodowej w Warszawie, a w 1991 r. został przeniesiony do Centralnego Szpitala Klinicznego WAM. Uzyskał specjalizację z chorób wewnętrznych uzyskał (I stopnia – 1990 r., II stopnia  – 1992 r.), a w 1994 r. także z gastroenterologii. W 1995 r. uzyskał stopień doktora, a stopień doktora habilitowanego otrzymał w 2006 r. i w następnym roku objął stanowisko profesora nadzwyczajnego WIM. Do 2015 r. był zastępcą kierownika Kliniki Gastroenterologii i Chorób Wewnętrznych Wojskowego Instytutu Medycznego.  
Prowadził głównie badania z zakresu rozpoznawania i leczenia chorób dróg żółciowych i trzustki oraz endoskopii zabiegowej, a także dotyczące rozpoznawania i leczenia stanów przedrakowych i nieswoistych chorób zapalnych jelit, choroby refluksowej przełyku, zastosowania metod endoskopowych w leczeniu zwężeń przełyku i polipektomii górnego odcinka przewodu pokarmowego. Autor 170 artykułów.
Odznaczony m.in. Srebrnym Krzyżem Zasługi, Złotym Medalem „Za zasługi dla obronności kraju” i  Złotym Medalem „Siły zbrojne w Służbie Ojczyzny”. 
Zmarł 30 grudnia 2020 r.